# كريس تومسون
كريس تومسون (بالإنجليزية: Chris Thompson)‏ (و. 1990  م) هو لاعب كرة قدم أمريكية، من الولايات المتحدة، ولد في غرينفيل، فلوريدا، يلعب كراكض للخلف ‏.